# Tosa Nikki
Tosa Nikki (土佐日記) és una recopilació poètica d'un diari per l'autor japonès Ki no Tsurayuki. El text detalla un viatge de cinquanta-cinc dies l'any 935 per tornar a Kyoto des de la província de Tosa, on Tsurayuki havia estat el governador provincial. La relació en prosa del viatge és caracteritzada amb trets de poemes japonesos i es va pretendre estar feta en el mateix moment pels personatges que se citen.

## Prosa de diari
El Tosa Nikki és el primer exemple notable del diari japonès com literatura. Fins aquest temps, el mot "diari" (nikki) denotava registres oficials de governació o afers familiars, escrit per homes en forma xinès-japonesa. Per contrast, el diari Tosa és escrit únicament en la llengua japonesa, utilitzant caràcters de fonètica kana. Els homes literats cultes del període van escriure tant en kana com en kanji, però les dones, que no tenien formació en kanji, varen haver de restringir les seves obres a la literatura kana. Per emmarcar el format de diari en el punt de vista d'una narradora fictícia, Tsurayuki podia evitar emprar caràcters xinesos o citar poemes xinesos, enfocant en comptes d'això en l'estètica de la llengua japonesa i la seva poesia.

## Poesia de viatges
El Tosa Nikki s'associa amb poemes de viatge, com els compilats a Man'yōshū així com el utamakura i utanikki. Aquests textos constitueixen els diaris de viatge japonesos, els quals—com a gènere literari—són considerats inseparables dels de poesia i segueixen la tradició del teixit de poemes i l'ús de narracions introductòries escrites en una estructura lògica. Com altres poemes en el gènere, el Tosa Nikki també va explorar la significació de paisatge com els poemes que hi són escrits. Fins i tot el Tosa Nikki era també al·ludit per altres poemes com el maeku.
El Tosa Nikki també usa noms ficticis de llocs relacionant texts japonesos més primerencs i tradicionals. L'ús dels noms ficticis també permeten fusionar gèneres ficticis i autobiogràfics. Per incorporar elements ficticis amb escenaris reals dins tant en la narració i els poemes, Tosa Nikki permet al·lusions a obres anteriors i transporta significació i imatges diferents d'aquelles ubicacions que ja siguin populars.

## Ubicacions dinsTosa Nikki
Segueixen és les dates i ubicacions on el narrador va haver viatjat. Les dates són escrites segons el calendari lunar.
| Data                | Llocs visitats              | Ubicació al dia actual                                         |
| ------------------- | --------------------------- | -------------------------------------------------------------- |
| 21è dia del mes 12è | Kokufu (inici)              | Rodalies de Nankoku, prefectura Kochi                          |
| 21è-26è dia del 12è | Otsu                        | Otsu, ciutat de Kochi, prefectura Kochi                        |
| 27è dia del mes 12è | Urado                       | Urado, ciutat de Kochi, prefectura Kochi                       |
| 29è dia del mes 12è | Ominato                     | Maehama, ciutat de Shikoku, prefectura Kochi                   |
| 9è dia del 1er mes  | Uta no Matsubura            | Around Kishimoto, ciutat de Konan, prefectura Kochi            |
| 10è dia del 1er mes | Naha no tomari              | ciutat de Nahari, districte Aki, prefectura Kochi              |
| 11è dia del 1er mes | Hane                        | ciutat de Hane, Muroto, prefectura Kochi                       |
| 12è dia del 1er mes | Murotsu                     | Murotsu, ciutat de Muroto, prefectura Kochi                    |
| 29è dia del 1er mes | Tosa no Tomari              | Narutochotosadomariura, ciutat de Naruto, prefectura Tokushima |
| 30è dia del 1er mes | Awa no Mito                 | Narutokaikyo                                                   |
| Idem                | Nushima                     | Nushima, ciutat de Minamiawaji, prefectura Hyogo               |
| Idem                | Izumo no Nada               | (Southwestern Osaka)                                           |
| 1è dia del 2n mes   | Kurosaki no Matsubara       | Tannowa, ciutat de Sennangun Misaki, prefectura Osaka          |
| Idem                | Hako no Ura                 | Hakonoura, ciutat de Hannan, prefectura Osaka                  |
| 5è dia del 2n mes   | Ishizu                      | Hanadera, ciutat de Sakai, prefectura Osaka                    |
| Idem                | Sumiyoshi                   | Hanadera, ciutat de Sakai, prefectura Osaka                    |
| 6è dia del 2n mes   | Naniwa                      | Ciutat d'Osaka, prefectura Osaka                               |
| 8è dia del 2n mes   | Torigahi no mimaki          | Torikai, ciutat de Settsu, prefectura Osaka                    |
| 9è dia del 2n mes   | Nagisa no In                | Nagisamoto, ciutat d'Hirakata city, prefectura Osaka           |
| Idem                | Udono                       | Udono, ciutat de Takatsuki, prefectura Osaka                   |
| 11è dia del 2n mes  | Hachiman no miya            | Iwashimizuhachimanngu                                          |
| Idem                | Yamazaki                    | Otokunigun oyamazaki, prefectura Kyoto                         |
| 16è dia del 2n mes  | Shimazaki                   | Otou street, ciutat de Kamiueno, Mukou city, prefectura Kyoto  |
| Idem                | Kyo (Arribada a la capital) | Ciutat de Kyoto, prefectura Kyoto                              |

## Temes

### Dolor
La figura per la pèrdua d'un nen i els seus apesarats progenitors sovint s'esmenten pel narrador i els qui els acompanyen al viatge.